# Shinnaphat Leeaoh
Shinnaphat Leeaoh (tiếng Thái: ชินภัทร ลีเอาะ, sinh ngày 2 tháng 2 năm 1997), là một cầu thủ bóng đá người Thái Lan thi đấu ở vị trí trung vệ cho câu lạc bộ Giải bóng đá Ngoại hạng Thái Lan Ratchaburi và đội tuyển quốc gia Thái Lan.

## Sự nghiệp quốc tế
Anh đoạt chức vô địch Giải vô địch bóng đá U-16 Đông Nam Á 2015 với U-16 Thái Lan.
Vào tháng 8 năm 2017, anh giành chức vô địch Bóng đá tại Đại hội Thể thao Đông Nam Á 2017 với U-23 Thái Lan. Vào tháng 3 năm 2018 anh có mặt trong đội hình của Thái Lan tham dự Cúp Nhà vua Thái Lan 2018, nhưng không được ra sân.

## Bàn thắng quốc tế

### U-23
| Shinnaphat Lee-Oh – bàn thắng cho U-23 Thái Lan | Shinnaphat Lee-Oh – bàn thắng cho U-23 Thái Lan | Shinnaphat Lee-Oh – bàn thắng cho U-23 Thái Lan | Shinnaphat Lee-Oh – bàn thắng cho U-23 Thái Lan | Shinnaphat Lee-Oh – bàn thắng cho U-23 Thái Lan | Shinnaphat Lee-Oh – bàn thắng cho U-23 Thái Lan | Shinnaphat Lee-Oh – bàn thắng cho U-23 Thái Lan | Shinnaphat Lee-Oh – bàn thắng cho U-23 Thái Lan |
| #                                               | Ngày                                            | Địa điểm                                        | Đối thủ                                         | Bàn thắng                                       | Kết quả                                         | Giải đấu                                        |                                                 |
| ----------------------------------------------- | ----------------------------------------------- | ----------------------------------------------- | ----------------------------------------------- | ----------------------------------------------- | ----------------------------------------------- | ----------------------------------------------- | ----------------------------------------------- |
| 1.                                              | 28 tháng 3 năm 2017                             | Dubai, Các Tiểu vương quốc Ả Rập Thống nhất     | Singapore                                       | 1–0                                             | 2–0                                             | Dubai Cup                                       |                                                 |
| 2.                                              | 22 tháng 3 năm 2019                             | Sân vận động Quốc gia Mỹ Đình, Hà Nội, Việt Nam | Indonesia                                       | 1–0                                             | 4–0                                             | Vòng loại giải vô địch bóng đá U-23 châu Á 2020 |                                                 |

## Danh hiệu

### Quốc tế
U-23 Thái Lan
- Sea Games  Huy chương Vàng (1); 2017
- Dubai Cup (1): 2017

U-21 Thái Lan
- Nations Cup (1): 2016

### Câu lạc bộ
Chiangrai United
- Cúp Hiệp hội Bóng đá Thái Lan (1): 2017
- Thailand Champions Cup (1): 2018